# Janet Museveni
Pour les articles homonymes, voir Museveni.
Janet Museveni, née le 24 juin 1948 dans l'actuel district de Ntungamo, est l'épouse du président ougandais Yoweri Museveni. Première dame du pays, elle est également femme politique,.

## Biographie
Elle a étudié à la Kyamate Primary School et à la Bweranyangi Girls' Senior Secondary School.
Elle épouse Yoweri Museveni en août 1973. Ils ont ensemble quatre enfants, dont Muhoozi Kainerugaba.
Elle est députée du comté de Ruhaama (district de Ntungamo). Le 27 mai 2011, elle devient ministre des Affaires du Karamoja (après avoir détenu le même portefeuille entre 2009 et 2011 mais comme secrétaire d'État).
Le 6 juin 2016, elle est nommée ministre de l'Éducation et des Sports, succédant à Jessica Alupo. Cette nomination, comme celle de son fils au rang de général quelques semaines plus tôt, est relevée comme étant un renforcement du pouvoir du président sur le système politique ougandais.

## Engagements pour la réduction du SIDA et les valeurs morales évangéliques
Elle s'engage activement dans la lutte contre le SIDA et la protection des orphelins victimes de la guerre. Elle reçoit en 2002 le Global Aids Leadership award pour son engagement dans la réduction de l'épidémie du SIDA. Appartenant au mouvement évangélique Born Again, elle se déclare opposée à l'utilisation du préservatif en dehors du mariage, et considère que les adolescents doivent pratiquer l'abstinence sexuelle pour limiter leurs relations sexuelles avant mariage. Elle déclarera avoir ainsi marié ses filles vierges.
Elle soutient ainsi la campagne ABC « Abstain, Be faithful, or use Condoms » (« Abstient toi, sois fidèle ou utilise des préservatifs »). 
Elle fonde  l'Uganda Youth Forum, une ONG chrétienne qui souhaite accompagner les jeunes dans leurs questions relatives à la sexualité.  Cette ONG sponsorise la campagne Save the next generation from AIDS/HIV.

## Kill the Gays Actde 2014
Janet Museveni est connue pour avoir favorisé l'influence des églises évangéliques chrétiennes sur le gouvernement de l'Ouganda,, participant à une « moralisation » de la politique de l'État et une volonté de préserver l'ordre traditionnel et les valeurs familiales et hétérosexuelles, au détriment de la communauté LGBTQI. Cela se traduira par une tentative de durcissement des lois criminalisant les personnes LGBTQI avec la loi anti-homosexualité de 2014, finalement abrogée par la Cour constitutionnelle pour vice de procédure. Selon l'ambassadeur américain en Ouganda, Janet Museveni serait même directement impliquée dans la rédaction de ce que l'opinion publique internationale a appelé Kill the Gays Act.

## Polémique des serviettes hygiéniques de 2017
En avril 2017, Stella Nyanzi, une universitaire anthropologue ougandaise, critique Janet Museveni sur les réseaux sociaux après que celle-ci a déclaré que, faute de moyens financiers, des serviettes hygiéniques ne seraient pas fournies aux jeunes filles pour qu'elles puissent rester à l'école pendant leurs règles. Elle est arrêtée peu après le 7 avril,,. Elle est accusée de harcèlement sur les réseaux sociaux,. Elle est libérée le 10 mai sous caution et sort très affaiblie de prison.

## Ouvrage
- 2011 : My Life's Journey